# Eras do homem
As Eras do Homem são descritas por Hesíodo, em sua obra Os trabalhos e os dias, segundo ele a raça humana depois de criada teria passado por 5 eras ou idades, cada idade com uma raça correspondente. Mais tarde, o latino Ovídio aproveita tal cronologia para compor sua mais famosa obra, Metamorfoses, suprimindo apenas a "Era Heroica/dos Heróis".

## Era e Raça de Ouro

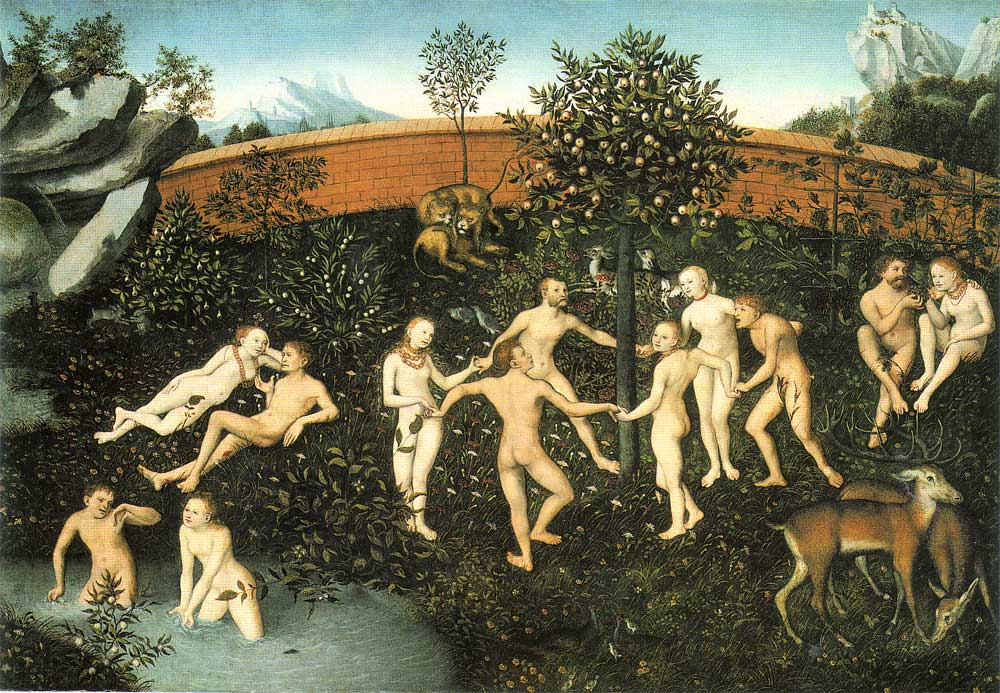
Ilustração de pessoas aparentemente felizes.

Ocorreu durante o governo de Cronos. Viveram livres de sofrimentos, paz e harmonia predominaram durante esta era. Os humanos não envelheciam, mas morriam pacificamente. A primavera era eterna e as pessoas eram alimentadas com bolotas de um grande carvalho, com frutas silvestres e mel que gotejava das árvores. A principal característica dessa era, de acordo com Hesíodo, era a de que a terra produzia comida em abundância, de modo que a agricultura era uma atividade supérflua. Esta característica também define quase todas as versões posteriores do mito. Esta era terminou quando Prometeu deu o segredo do fogo aos homens. Zeus puniu os homens, permitindo que Pandora abrisse sua caixa que originou todo o mal no mundo mortal, essa primeira raça foi transformada em gênios bons, guardiões dos mortais, chamados de Daímones Epictonicos, intermediários entre os deuses e os homens que agiam sobre a terra. Ao fim dessa idade, Astreia, deusa da justiça, abandona a Terra para não ver o sofrimento dos mortais nas próximas idades.

## Era e Raça de Prata
Zeus encurtou a primavera, criando as estações e assolando a terra com o frio e calor. Tornou-se necessário a invenção de casas e o desenvolvimento da agricultura, ocorreu também a extinção da juventude eterna. Em algumas versões essa raça viveu uma longa infância de 100 anos, mas crescendo, entregam-se a excessos e recusam-se "a oferecer culto aos imortais", após a morte, foram transformados em gênios inferiores, os chamados bem-aventurados, conhecidos como Daímones Hipoctonicos.

## Era e Raça de Bronze
Zeus cria então uma terceira raça de homens perecíveis, a Raça de Bronze, bem diferente da Raça de Prata. Violentos e fortes, com armas de bronze, eles acabaram sucumbindo nas mãos uns dos outros e foram levados para Hades, "sem deixar nome sobre a Terra".

## Era e Raça dos Heróis
Em seguida surge a Raça dos Heróis, que combateram em Tebas e em Troia. Para eles, Zeus reservou uma morada na Ilha dos Bem-Aventurados, onde vivem felizes, distantes dos mortais, sem contato com os vivos, alguns se tornaram deuses ao irem para o Olimpo; os heróis injustos iam para o mundo inferior, junto com os humanos normais.

## Era e Raça de Ferro
Finalmente vem o duro tempo da Raça de Ferro, que dura até hoje - tempos de incessantes misérias e angústias, mas quando "ainda alguns bens são misturados aos males". A essa raça aguardam dias terríveis: "o pai não mais se assemelhará ao filho, nem o filho ao pai, o hóspede não será mais caro a seu hospedeiro, nem o amigo a seu amigo, nem o irmão a seu irmão". Após a morte iam para o Hades e lá permaneciam como sombras, os considerados justos iam para os Campos Elísios - onde ficavam 1000 anos até se apagar o que de terreno havia neles -, depois disto esqueciam toda a sua existência e segundo alguns reencarnavam e segundo outros realizavam metempsicose (reencarnar em animais) os Injustos iam para o Tártaro para toda a eternidade.